# Vibrisas

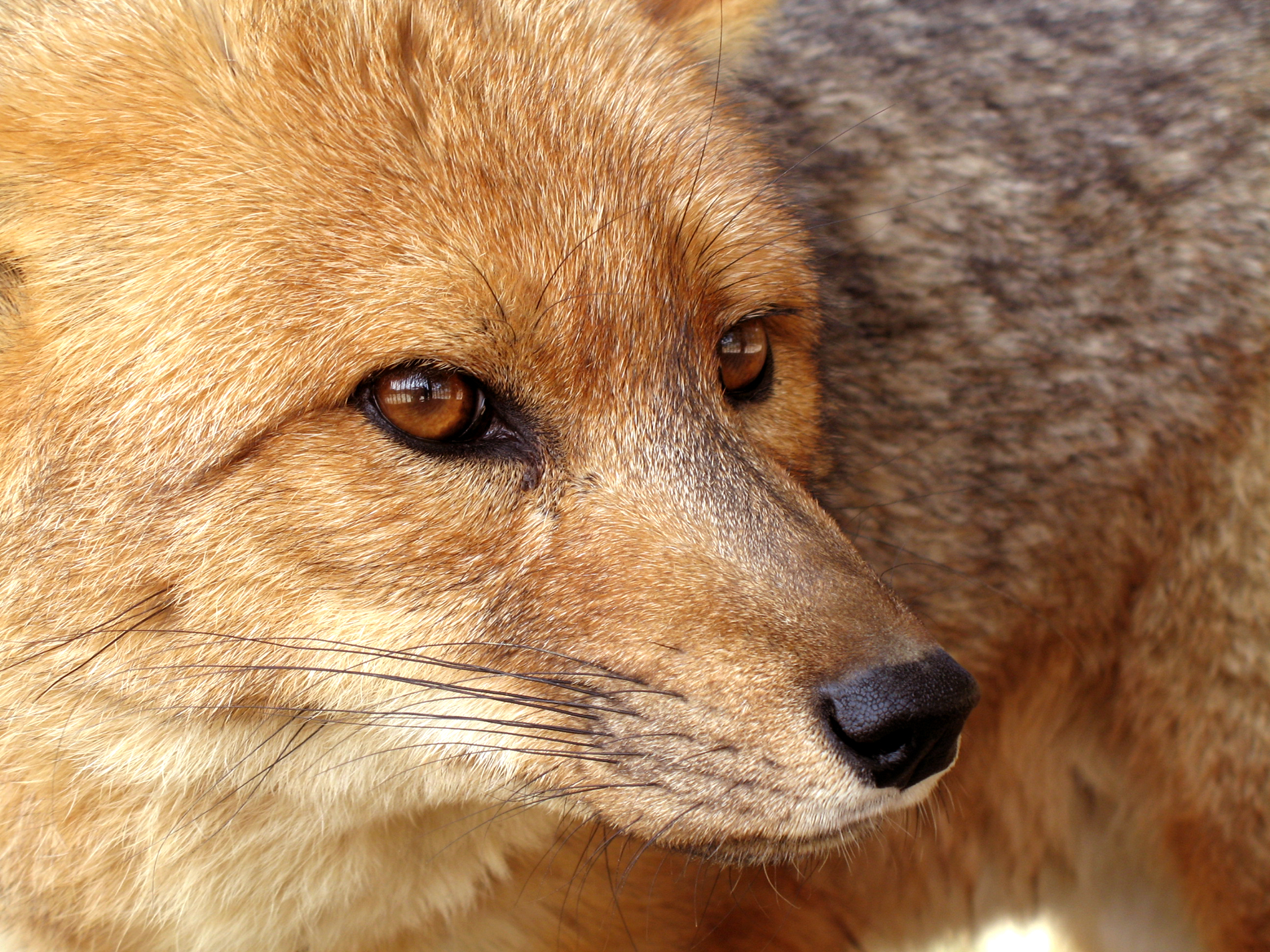
Zorro colorado.

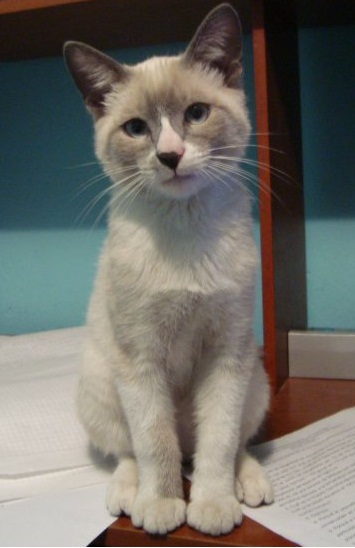
Las amplias vibrisas de un gato le permiten moverse sin ruido en espacios estrechos.

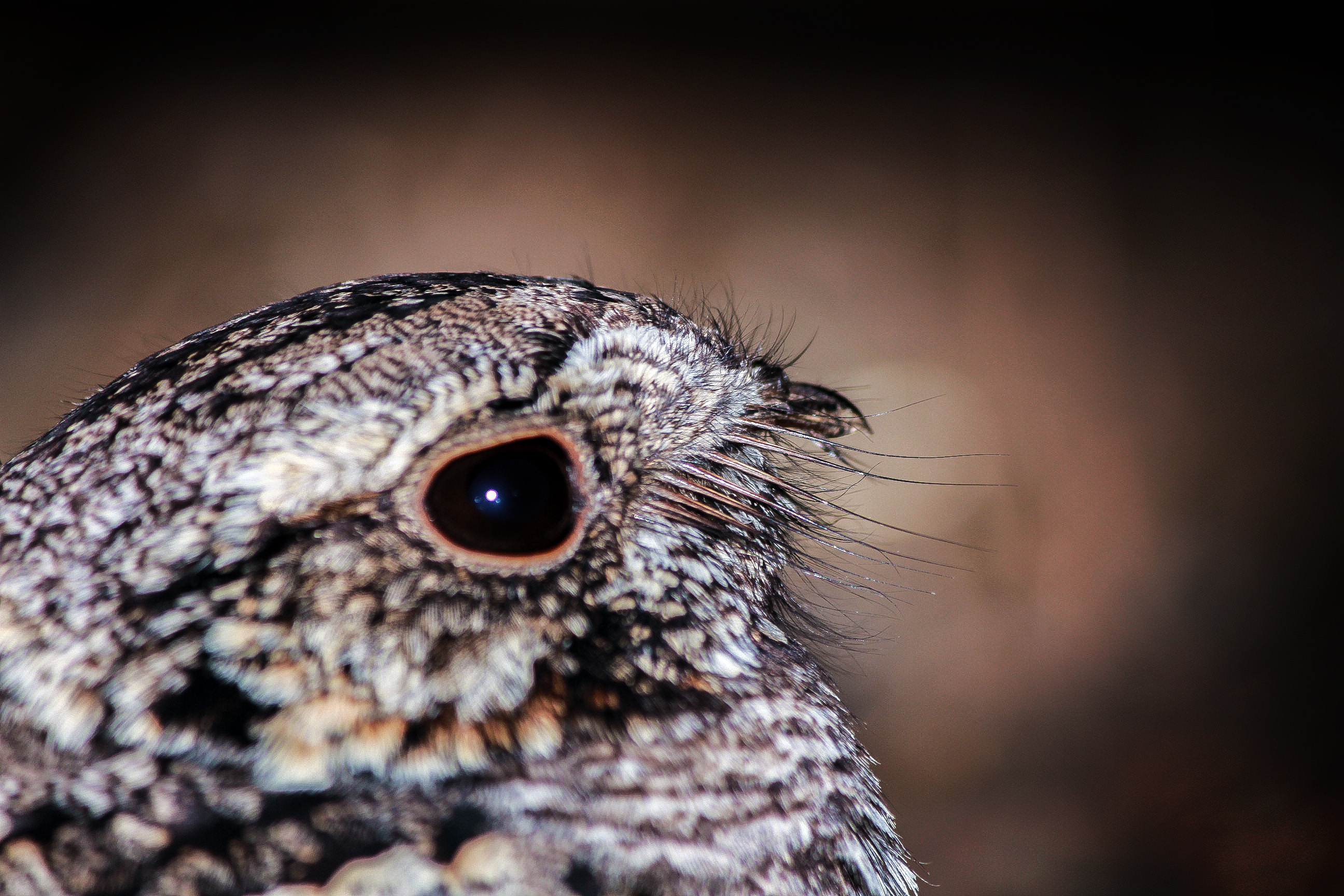
Vibrisas del chotacabras

Las vibrisas (del latín vibrissae -ārum: pelos de la nariz) son un tipo de pelos rígidos especializados que poseen algunos animales (especialmente los mamíferos, a modo de bigotes) como elemento sensorial táctil.
Se encuentran en todos los primates, y en el Homo sapiens las vibrisas se encuentran en el vestíbulo de la nariz y son cortas. Si bien se hallan en varias partes del cuerpo, las vibrisas faciales son las más estudiadas. También poseen elementos similares algunas plantas como las dioneas o atrapamoscas, a las que les ayudan a percibir los insectos cuando se posan sobre alguno de sus seis pelos, cerrando después sus dos mitades para digerirlos una vez atrapados.
En los animales las vibrisas tienen una raíz muy sensible que les permite, en muchos casos, detectar corrientes de aire. Esto, unido al sentido del olfato, les hace percibir el origen de los olores. Algunas de estas corrientes pueden ser generadas por el movimiento del propio animal. Al entrar en contacto con los objetos del entorno, las vibrisas ayudan a percibir las distancias de los obstáculos en plena oscuridad; en el caso de los gatos, tienen unas terminaciones nerviosas que son estimuladas al más mínimo movimiento del bigote y suministran información acerca de los alrededores inmediatos del gato. La nutria tiene un hocico ancho poblado de largas vibrisas que le permiten captar las vibraciones producidas por sus presas al moverse en aguas turbias.
Entre los animales que poseen vibrisas destacan los felinos, perros, focas, delfines, conejos, ratas, musarañas, manatíes y aves en general, sobre todo las insectívoras (ej: algunos búhos y chotacabras).

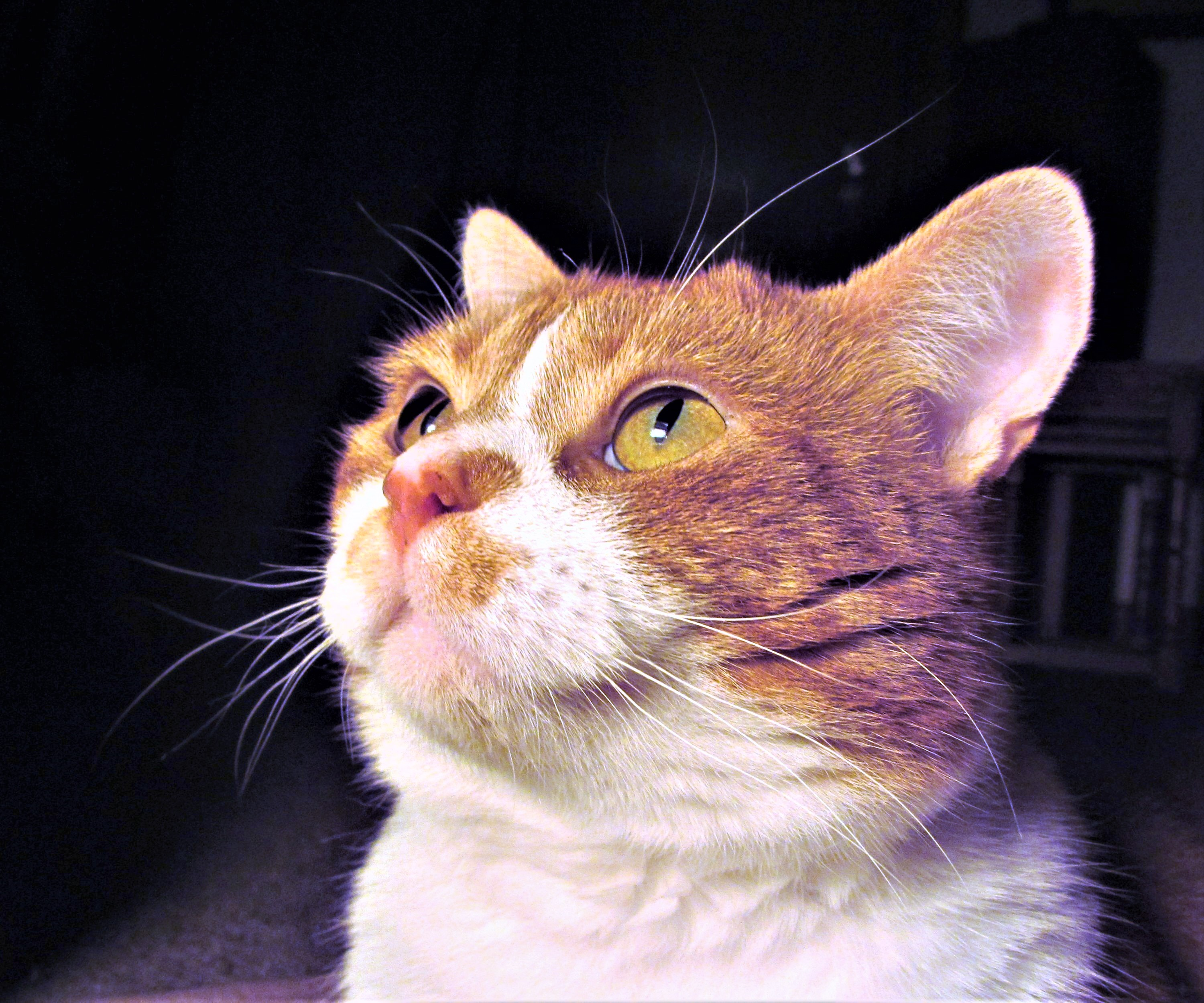
Vibrisas supraorbitales y macrovibrisas mistísticas de un gato doméstico.